# Maxwell Frost
Maxwell Alejandro Frost (Miami, 17 gennaio 1997) è un politico e attivista statunitense, membro della Camera dei Rappresentanti per lo stato della Florida dal 2023.

## Biografia
Nato da madre portoricana di origini libanesi e da padre haitiano, Maxwell Frost venne adottato da bambino. La madre biologica faceva uso di crack e aveva avuto diverse gravidanze. La madre adottiva è invece un insegnante specializzata in bisogni educativi speciali, che immigrò da Cuba negli Stati Uniti, mentre il padre adottivo è un musicista del Kansas. Frost rivide la madre biologica solo nel giugno del 2021.
Impegnato nell'attivismo politico sin da ragazzo, fu attivo nella campagna elettorale di Barack Obama per le presidenziali del 2012. Successivamente lavorò anche per Bernie Sanders e Hillary Clinton. Prestò servizio volontario nella Newtown Action Alliance, un'organizzazione nata all'indomani del massacro alla Sandy Hook Elementary School. A livello nazionale collaborò con l'American Civil Liberties Union e fu direttore organizzativo di March for Our Lives, un movimento giovanile contro la violenza armata negli Stati Uniti. Nel 2016 egli stesso sopravvisse ad un episodio violento durante una festa di Halloween a Orlando. Nel novembre del 2021 venne arrestato mentre manifestava ad un evento pubblico in difesa del diritto di voto a Washington.
Nel 2022 si candidò alla Camera dei Rappresentanti per il seggio vacato dalla deputata Val Demings, candidatasi infruttuosamente al Senato. In campagna elettorale, lanciò uno spot televisivo in cui parlava lo spanglish, poiché nel suo distretto congressuale era presente un grosso numero di immigrati ispanici. Nelle primarie del Partito Democratico, sconfisse nove candidati, tra cui gli ex deputati Alan Grayson e Corrine Brown. Poiché il distretto rappresentava un'elevata percentuale di elettori democratici, la vittoria nelle primarie era vista come la vera competizione. Difatti, nelle elezioni generali di novembre, Frost si impose sull'avversario repubblicano con il 59% delle preferenze. Durante la sua campagna, aveva ottenuto il sostegno pubblico di politici di sinistra come Sanders ed Elizabeth Warren, ma anche di leader dei diritti civili come Jesse Jackson e Dolores Huerta. Ricevette donazioni economiche anche da Sam Bankman-Fried, ma in seguito alle sue vicissitudini legali, Frost decise di devolvere la donazione alla Zebra Coalition, un'organizzazione a favore dei diritti LGBT. Con la sua vittoria, divenne il primo afro-cubano nonché il primo esponente della generazione Z eletto al Congresso.
Ideologicamente, Maxwell Frost si configura come progressista: sostenitore del Green New Deal, si è schierato a favore del trattamento legale della prostituzione e della depenalizzazione dell'uso di cannabinoidi.
Percussionista jazz, suona la batteria e i timbales. Nel 2022 raccontò pubblicamente che gli era stato negato l'affitto di un appartamento a Washington a causa della sua cattiva affidabilità creditizia. Frost affermò che aver condotto una campagna elettorale per un anno e mezzo aveva danneggiato la sua posizione finanziaria.